# Система передачі фінансових повідомлень
Система передачі фінансових повідомлень, СПФП (рос. Система передачи финансовых сообщений, СПФС) — російська автономна система обміну фінансовими повідомленнями, створювалась як аналогія системи SWIFT Центральним банком Російської Федерації з 2014 року. Розмови щодо впровадження почались після окупації Криму, наступний виток розмов щодо активного впровадження припав на квітень 2021 року після нагнітання Російської агресії проти України та після того, як США пригрозили сприяти відімкненню Росії від системи SWIFT.

## Передумови створення
Погрози вимкнути систему обміну фінансовими повідомленнями SWIFT для РФ існували у інформаційному просторі починаючи з першого моменту введення санкцій проти Росії у рамках «імпортозаміщення», наголошуючи, що система є одним із слабких місць у російській збройний експансії. Вимкнення системи  де-факто означало, що будь-які взаєморозрахунки платежів віддалено стають неможливі, а готівку фактично потрібно перевозити фізично, що прогнозовано завдає руйнівної шкоди для економіки РФ у продажі нафти та газу. Хоча і система є сумісним продуктом ряду країн Європи, прецеденти, коли SWIFT  обмежувалась у використанні для країн під санкціями існують — Північна Корея та Іран, що завдало руйнівної шкодо для фінансової системи цих країн.

## Пропозиції іншим країнам
«Свою» систему Росія почала створювати і запустила з 2014 року, в примусовому порядку всередині країни на аналог системи прийшло одразу біля 400 та банків та фінансових установ. У 2016 році Путін «дозволив» її використання для іноземних банків, Росія намагалася сприяти розповсюдженню системи у підсанкційних та протистоячих з США країнах:

### Китай
Поїздки Лаврова в Китай у квітні 2021 році із наступним витком посіяної паніки перед війною не принесли бажаних для РФ результатів, банки Китаю відмовились переходити на замінник SWIFT навіть не зважаючи на загрози санкцій, позиція КНР виявилась відокремленою, та не пролунало заяв про спільні фінансові чи мілітаристичні протидії у відповідь на санкції США.

### Білорусь
У листопаді 2018 році іноземним учасником СПФП став білоруський Білгазпромбанк, до кінця 2019 року їх кількість досягла 8-ми.

### Іран
Заявлені також деякі домовленості щодо застосування альтернативи SWIFT з Іраном, проте невідомо чи конкретні кроки впровадження були зроблені.